# جبهة العمل الطلابي التقدمية
جبهة العمل الطلابي التقدمية هي منظمة طلابية فلسطينية ترتبط سياسياً بالجبهة الشعبية لتحرير فلسطين.

## روابط خارجية
- www.pslf.org